# Lekanesphaera terceirae
Lekanesphaera terceirae là một loài chân đều trong họ Sphaeromatidae. Loài này được Jacobs miêu tả khoa học năm 1987.